# World Squash Hall of Fame
In die World Squash Hall of Fame werden seit 1993 Squashsportler aufgenommen, die sich durch besondere Leistungen im Squash ausgezeichnet haben oder sich besondere Verdienste bei der Förderung des Squashsports erworben haben. Diese Sportler werden bei der jährlichen Hauptversammlung der World Squash Federation bestimmt. Neben der World Squash Hall of Fame des Weltverbandes betreiben auch die Verbände Australiens und Neuseelands jeweils eine eigene Hall of Fame für Personen aus ihren Ländern.

## Mitglieder der World Squash Hall of Fame
| Name              | Aufnahmejahr |
| ----------------- | ------------ |
| F.D. Amr Bey      | 1993         |
| Janet Morgan      | 1993         |
| Hashim Khan       | 1993         |
| Jonah Barrington  | 1993         |
| Heather McKay     | 1993         |
| Geoff Hunt        | 1993         |
| Susan Devoy       | 1993         |
| Jahangir Khan     | 1993         |
| Michelle Martin   | 2001         |
| Jansher Khan      | 2001         |
| Sarah Fitz-Gerald | 2004         |
| Nicol David       | 2011         |

## Referenzen
- World Squash Hall of Fame